# Over the Hills and Far Away
Over the Hills and Far Away — мініальбом фінського гурту Nightwish, випущений у 2001 році. Цей альбом був записаний на двох лейблах Spinefarm та Drakkar.

## Список композицій

### Редакція Spinefarm
1. «Over the Hills and Far Away» (кавер Гері Мура) 5:03
2. «10th Man Down» 5:24
3. «Away» 4:33
4. «Astral Romance» (ремейк с Angels Fall First) 5:22

### Редакція Drakkar
Редакція лейбла Drakkar містить бонусні композиції, з п'ятої по десяту, які були записані на концерті в Тампере в Фінляндії 29 грудня 2000 року. Ці бонусні композиції присутні також як основні на DVD «From Wishes to Eternity».
1. «Over the Hills and Far Away»
2. «10th Man Down»
3. «Away»
4. «Astral Romance» (ремейк 2001)
5. «The Kinslayer» (концертна)
6. «She Is My Sin» (концертна)
7. «Sacrament Of Wilderness» (концертна)
8. «Walking In The Air» (концертна)
9. «Wishmaster» (концертна)
10. «Deep Silent Complete» (концертна)

## Учасники
- Туомас Холопайнен — композитор, клавишні, вокал
- Емппу Вуорінен — гітара
- Юкка Невалайнен — ударні
- Тар'я Турунен — вокал
- Самі Вянскя — бас-гітара

## Чарти
| Чарт (2001)            | Позиція |
| ---------------------- | ------- |
| Finnish Singles Chart  | 1       |
| Austrian Top 40 Albums | 54      |
| Swiss Albums Top 100   | 79      |
| German Albums Chart    | 85      |
| French Albums Chart    | 139     |

## Сертифікації
| Регіон                                                                                          | Сертифікація  | Продажі |
| ----------------------------------------------------------------------------------------------- | ------------- | ------- |
| Фінляндія (IFPI Finland)                                                                        | 2× Платиновий | 30,000  |
| *продажі, що базуються лише на сертифікаціях ^відвантаження, що базуються лише на сертифікаціях |               |         |